# Phintelloides versicolor
Espèce
Synonymes
- Plexippus versicolor C. L. Koch, 1846
- Maevia picta C. L. Koch, 1846
- Telamonia leucaspis Simon, 1903

Phintelloides versicolor est une espèce d'araignées aranéomorphes de la famille des Salticidae.

## Distribution
Cette espèce se rencontre : en Indonésie à Sumatra, au Brunei, à Singapour, en Malaisie, au Viêt Nam, en Thaïlande, en Birmanie, en Inde et au Pakistan.
Les spécimens de Chine, de Taïwan, de Corée du Sud et du Japon, par le passé identifiés comme appartenant à cette espèce, appartiennent à l'espèce Phintelloides munitus.

## Habitat
Cette espèce se rencontre dans les forêts de Dipterocarpaceae. Il est possible de rencontrer cette araignée dans les jardins.

## Description

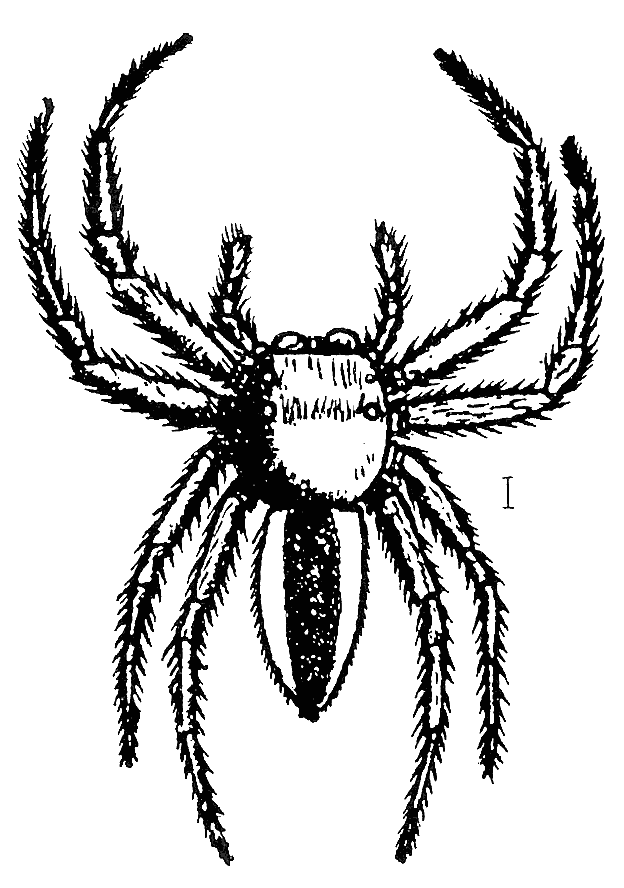
Phintelloides versicolor ♂

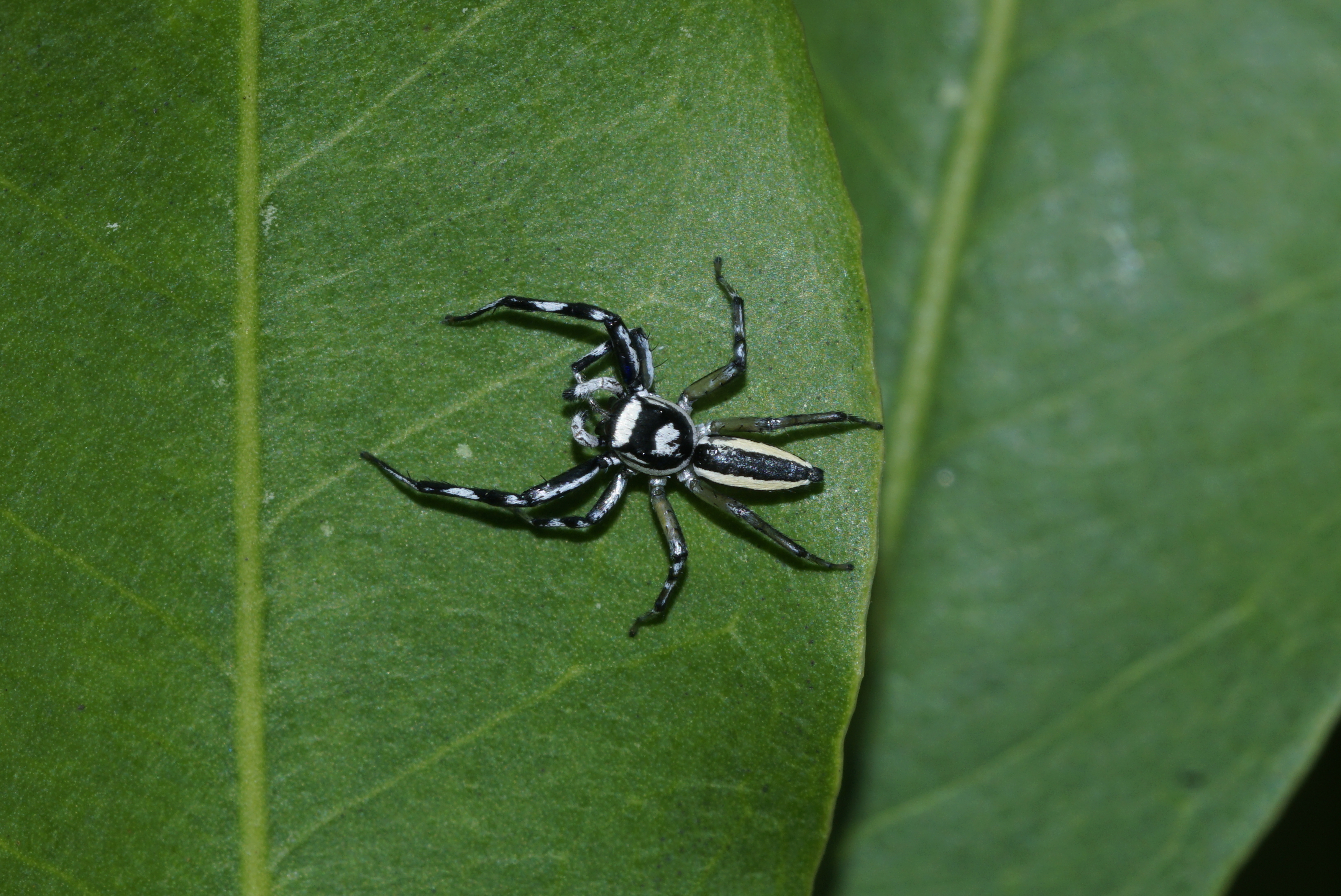
Phintelloides versicolor

### Mâle
Le céphalothorax est noir avec des poils blancs sur la partie postérieure et sur le clypéus.
Les pattes sont jaunâtres tachetées de noir aux articulations. Les fémurs de la première paire de pattes sont noirs.
L'abdomen présente une bande festonnée brun à rougeâtre bordée de noir. Les côtés sont jaunâtres.

## Systématique et taxinomie
Cette espèce a été décrite sous le protonyme Plexippus versicolor par Carl Ludwig Koch en 1846. Elle est placée dans le genre Attus par Walckenaer en 1847, dans le genre Chrysilla par Simon en 1901, dans le genre Chrysilla par Prószyński en 1973, dans le genre Phintella par Prószyński en 1983 puis dans le genre Phintelloides par Kanesharatnam et Benjamin en 2019.
Maevia picta a été placé en synonymie par Thorell en 1891.
Telamonia leucaspis a été placé en synonymie par Deeleman-Reinhold, Addink et Miller en 2024.
Jotus munitus, placée en synonymie par Yaginuma en 1977, a été relevée de synonymie par Deeleman-Reinhold, Addink et Miller en 2024.

## Publication originale
- C. L. Koch, 1846 : Die Arachniden. Nürnberg, vol. 13, p. 1-234 (texte intégral).